# Geneslay

Geneslay este o comună în departamentul Orne, Franța. În 1 ianuarie 2018 avea o populație de 278 de locuitori.